# Morten Donnerup
Morten Donnerup (ur. 26 sierpnia 1960 w Odense) – duński piłkarz występujący na pozycji pomocnika.

## Kariera klubowa
Donnerup karierę rozpoczynał w sezonie 1979 w drugoligowym zespole B1913. W 1981 roku został graczem pierwszoligowego klubu Aarhus GF. W sezonie 1982 został z nim wicemistrzem Danii, po czym odszedł do Odense BK, także grającego w pierwszej lidze. W sezonie 1983 wywalczył z nim wicemistrzostwo Danii oraz Puchar Danii. W 1984 roku wrócił do Aarhus, z którym w sezonie 1984 wywalczył drugie wicemistrzostwo Danii.
W 1985 roku Donnerup przeszedł do hiszpańskiego Racingu Santander. W Primera División zadebiutował 1 września 1985 w zremisowanym 0:0 meczu z Barceloną. W Racingu spędził sezon 1985/1986. Następnie wrócił do Aarhus, z którym zdobył mistrzostwo Danii (1986) oraz dwa Puchary Danii (1987, 1988).
W 1989 roku Donnerup odszedł do Odense BK. W sezonie 1989 wywalczył z nim mistrzostwo Danii, a w sezonie 1992/1993 wicemistrzostwo Danii oraz Puchar Danii. Na początku 1993 roku odszedł do drugoligowego Vejle BK. W tym samym roku przeniósł się do trzecioligowego Nørre Åby IK, gdzie w 1994 roku zakończył karierę.

## Kariera reprezentacyjna
W reprezentacji Danii Donnerup zadebiutował 15 czerwca 1982 w przegranym 1:2 meczu Mistrzostw Nordyckich z Norwegią. W latach 1982-1986 w drużynie narodowej rozegrał 5 spotkań.